# Peter Scantlebury
Peter Scantlebury MBE (* 21. November 1963 in Camberwell, London) ist ein ehemaliger englischer Basketballtrainer und -spieler. Scantlebury ist in der ewigen Bestenliste der British Basketball League (BBL) der Rekordhalter bei Einsätzen und erzielten Punkten. Nach seiner aktiven Karriere wechselte der langjährige Nationalspieler für England auf die Trainerbank und gewann in seiner ersten Saison als verantwortlicher Trainer 2004 den BBL Cup und die Play-offs der BBL. Zudem war er Trainer bei der englischen Nationalmannschaft, die bei den Commonwealth Games 2006 die Bronzemedaille gewann. Sein jüngerer Bruder Richard war ebenfalls Spieler in der BBL und englischer Nationalspieler.

## Karriere
Scantlebury begann seine Karriere als Basketballspieler bei den Pirates aus Guildford, die bereits ein Jahr später nach Bracknell umzogen. Zum Studium ging Scantlebury an die Winthrop University in Rock Hill im Norden von South Carolina. Deren Basketballmannschaft Eagles nahm damals bis Mitte der 1980er Jahre an den Wettbewerben der NAIA teil, bevor sie in die NCAA wechselten. Bereits 1985 kehrte Scantlebury in seine Heimat zurück zu den Pirates, die ab 1987 als Tigers in der neu gegründeten BBL spielten. Hier konnte sie sich zweimal für die Play-offs der besten acht Mannschaften qualifizieren, in denen sie jeweils gegen die schottische Mannschaft MIM Livingston ausschieden. Dafür gewannen sie 1989 den Pokalwettbewerb „National Cup“, der ohne die in dieser Spielzeit dominierenden schottischen Mannschaften ausgespielt wurde, und den Ligapokal BBL Trophy, wo sie im Endspiel Livingston besiegen konnten. 1990 verpasste man den dritten Platz in der regulären Saison nur knapp wegen des schlechteren direkten Vergleichs gegen die Sunderland 76ers und schied im Play-off-Halbfinale gegen die in jener Saison dominierenden Kingston Kings aus.
In der Saison 1990/91 spielte Scantlebury selbst gemeinsam unter anderem mit Russ Saunders und dem „Most Valuable Player“ (MVP) der vorherigen BBL-Saison Clyde Vaughan für die 76ers aus Sunderland, die im Finale des National Cup die Kingston Kings erstmals in einem K.-o.-Spiel seit zwei Jahren wieder besiegen konnten. In einer Neuauflage des Play-off-Finalspiels der Vorsaison zwischen Hauptrundenerstem Kings und -zweitem 76ers unterlag man jedoch den ansonsten dominierenden Kings. Ab 1991 spielte Scantlebury für die London Towers, die zwei Jahre zuvor als Docklands Aufnahme in die BBL gefunden hatten, wo sie jeweils den letzten Tabellenplatz bei insgesamt drei Siegen in zwei Spielzeiten erreicht hatten. Als Towers war man nun wesentlich erfolgreicher und erreichte das Play-off-Halbfinale, das gegen die lokalen Rivalen und erneut dominierenden Kingston Kings verloren ging. Im Play-off-Halbfinale der folgenden Saison unterlag man Scantleburys ehemaliger Mannschaft Tigers im Play-off-Halbfinale.
Scantleburg kehrte 1993 zu den Tigers zurück, die seit 1990 unter dem Namen Thames Valley Tigers spielten, und konnte zusammen mit unter anderem dem MVP der Saison 1993/94 Nigel Lloyd den Titelgewinn der Tigers in der BBL Trophy verteidigen. Im Finale des National Cup 1994 unterlag man Vorjahresmeister Worthing Bears. Als Hauptrundenerster der BBL scheiterte man überraschend in der ersten Play-off-Runde gegen die Derby Bucks. In der Saison 1994/95 reichte es erneut zur Titelverteidigung in der BBL Trophy, als man die Sheffield Sharks im Endspiel schlug, gegen die man jedoch das Finale im National Cup verlor. In den Play-offs verlor man jedoch als Zweiter erneut in der ersten Runde gegen Titelverteidiger Worthing Bears. In der Saison 1995/96 reichte es nicht zu vorderen Plätzen und Finalteilnahmen und als Tabellenachter schied man zum dritten Mal in Folge in der ersten Runde der Play-offs aus. Nachdem man in der folgenden Saison sogar die Play-offs komplett verpasst hatte, verließ Scantlebury 1997 den Verein und ging zu den Eagles nach Newcastle-upon-Tyne, die aus seiner vormaligen Mannschaft aus Sunderland entstanden waren. Die Eagles blieben jedoch seit ihrem Umzug aus Sunderland zunächst ohne nachhaltigen Erfolg und schieden auch in der BBL Trophy im Halbfinale gegen den späteren Sieger London Towers aus. Nach einem dritten Platz in der Hauptrunde endete die Saison mit dem für Scantlebury beinahe schon zur Gewohnheit gewordenen Erstrunden-Aus gegen den gleichen Gegner, der später auch den Play-off-Titel gewann.
Für die Saison 1998/99 schloss sich der mittlerweile noch nicht ganz 35-jährige Scantlebury den Sharks aus Sheffield an. Nach dem Gewinn des National Cup schloss man mit Saison-MVP Terrell Myers auch die reguläre Saison der BBL auf dem ersten Platz ab, doch im Halbfinale der Play-offs behielten die London Towers die Oberhand. Den Erfolg im National Cup konnte man 2000 wiederholen, doch in den Play-offs schied man gleich in der ersten Runde aus. Die Titelverteidigung im Pokal gelang 2001 nicht mehr, doch als Erster der „Conference North“ der BBL, die zwischenzeitlich in Regionaldivisionen unterteilt war, schaffte man den Einzug ins Play-off-Finale, das jedoch 2001 gegen die Leicester Riders verloren ging. Scantlebury, obwohl selbst noch auf dem Feld aktiv, wurde nun gleichzeitig auch noch Assistent von Cheftrainer Chris Finch. Beim erneuten Play-off-Finaleinzug verlor man jedoch gegen die in dieser Spielzeit dominierenden Chester Jets. Nach jeweils einem frühen Aus in den Pokalwettbewerben erreichte man in der Saison 2002/03 als Hauptrundenerster die Play-offs. Doch auch hier zeigte man Schwächen in K.-o.-Spielen. Nach einem mühsamen Auftaktsieg in der ersten Runde nach Verlängerung schied man Halbfinale gegen den späteren Titelgewinner Scottish Rocks. Trainer Finch verließ anschließend die Sharks und wurde Trainer auf dem Festland, wo er zunächst die Gießen 46ers in der deutschen Basketball-Bundesliga übernahm. Scantlebury beendete nach 540 Einsätzen und 8.324 Punkten in der BBL mit den jeweiligen Rekordwerten in diesen Kategorien seine aktive Karriere und wurde Nachfolger von Finch als verantwortlicher Trainer. In seiner ersten Spielzeit als Cheftrainer konnten die Sharks den BBL Cup gewinnen, der den National Cup als Pokalwettbewerb abgelöst hatte. Auch in den Play-offs war man jetzt in K.-o.-Spielen nicht mehr zu schlagen und gewann als Hauptrundenzweiter das Finale gegen die Chester Jets.
Als englischer Nationalspieler hatte Scantleburg sich mit der englischen Nationalmannschaft nie für das Finalturnier einer Basketball-Europameisterschaft qualifizieren. Auch eine Teilnahme an Olympischen Spielen war für die britische Olympiaauswahl nie in Reichweite gewesen. Nachdem er 2002 bereits Assistenztrainer in der Nationalmannschaft geworden war, wurde er 2004 auch zum Cheftrainer der englischen Auswahl berufen. Zwar konnte er die Mannschaft nicht für eine Finalteilnahme bei FIBA-Wettbewerben qualifizieren, doch bei der erstmaligen Austragung eines Basketballwettbewerbs bei Commonwealth Games verlor die Auswahl nur gegen Neuseeland und Gastgeber Australien im Halbfinale. Gegen Nigeria gelang im Spiel um die Bronzemedaille ein überzeugender 80:57-Erfolg. Nach der Vergabe der Olympischen Spiele 2012 in die britische Hauptstadt London wurde jetzt jedoch statt einer temporären britischen Olympiaauswahl eine ständige britische Nationalmannschaft eingerichtet, für die statt Scantlebury sein ehemaliger Lehrmeister Chris Finch als Trainer berufen wurde. Mit den Sheffield Sharks konnte Scantlebury zwar nach den Anfangserfolgen 2004 zwar noch vordere Platzierungen erreichen, aber keine Titelgewinne mehr feiern. Nachdem man in der Saison 2007/08 bereits nur noch Sechster der Hauptrunde wurde, wies man ein Jahr später als Sechster bereits eine negative Bilanz mit mehr Niederlagen als Siegen auf. Scantlebury trat von seinem Amt als Trainer zurück und wirkte ab 2011 als Lehrer an der Aston Academy in Rotherham.